# Жељко Зорић
Жељко Зорић (Јутрогошта, 20. јануара 1970) је пензионисани мајор Војске Републике Српске и бивши командант 1. батаљона Војне полиције, 1. Крајишког корпуса.

## Биографија
Жељко Зорић, рођен је 1970. године у селу Јутрогошта, општина Приједор од оца Драге и мајке Здравке. Основну школу завршио је у Јутрогошти и Брезичанима 1984. године, а Средњу мјешовиту школу у Приједору 1988. године. Вишу војну школу Копнене војске Југословенске народне армије завршио је у Сарајеву 1990. године. Факултет безбједности завршио је у Бањалуци 2012. године, на којем је и магистрирао 2013.године. Докторант је Факултета безбједности у Београду. Обављао је сљедеће дужности: командир вода војне полиције у батаљону војне полиције 5. војне области Загреб; командир чете војне полиције у 327. моторизованој бригади; командир чете у 1. батаљону Војне полиције 1. Крајишког корпуса ВРС; замјеник команданта 1.(11.) бВП; командант 1.(11.) бВП; референт за војнополицијске послове у одјељењу родова у Команди 1.КК. Службовао је у гарнизонима Загреб, Сарајево и Бањалука. У току Одбрамбено-отаџбинског рата рањаван је четири пута. У војничкој каријери четири пута је ванредно унапријеђен. Запослен је као виши асистент на Факултету за безбједност и заштиту у Бањалуци. Аутор је више стручних и научних радова из области безбједности и криминалистике. Након вишегодишњег радног искуства у државним службама безбједности на руководећим позицијама, каријеру наставља почетком 2017. године у компанији Сектор секјурити радећи као руководилац Службе аналитике за послове процјене угрожености у пословању готовим новцем и другим вриједностима. Од 2018. године се налази на позицији директора Сектора физичког обезбјеђења.

## Одликовања
- Златна медаља за храброст
- Орден Његоша трећег реда